# Sherry Lansing
Sherry Lansing, nata Sherry Lee Duhl (Chicago, 31 luglio 1944), è una produttrice cinematografica e attrice statunitense.

## Biografia
Iniziò la sua carriera come attrice, per poi passare alla Metro-Goldwyn-Mayer come supervisore di sceneggiature come Sindrome cinese e Kramer contro Kramer. Divenne la prima donna a capo di uno studio di Hollywood quando nel 1980 assunse la direzione della 20th Century Fox. A capo della Jaffe/Lansing Productions, produsse il film Attrazione fatale, che ottenne nel 1988 la candidatura all'Oscar per il miglior film.
In seguito passò alla Paramount Pictures, contribuendo alla produzione di classici come Forrest Gump, Braveheart - Cuore impavido e Titanic. Nel 1996 divenne la prima donna nominata Pioniere dell'Anno dalla Foundation of the Motion Picture Pioneers, nonché la prima donna dirigente di uno studio cinematografico a ricevere la stella sulla Hollywood Walk of Fame. Nel 2007 ha ricevuto il Premio Oscar umanitario Jean Hersholt.

### Vita privata
È stata sposata con il regista premio Oscar William Friedkin dal 1991 fino alla morte di lui nel 2023.

## Filmografia parziale

### Attrice
- Loving - Gioco crudele (Loving), regia di Irvin Kershner (1970)
- Rio Lobo, regia di Howard Hawks (1970)

### Produttrice
- Attrazione fatale (Fatal Attraction), regia di Adrian Lyne (1987)
- Sotto accusa (The Accused), regia di Jonathan Kaplan (1988)
- Black Rain - Pioggia sporca (Black Rain), regia di Ridley Scott (1989)
- Scuola d'onore (School Ties), regia di Robert Mandel (1992)
- Proposta indecente (Indecent Proposal), regia di Adrian Lyne (1993)

## Premi
Premi Oscar
- 1988 Nomination all'Oscar per il miglior film: Attrazione fatale
- 2007 Premio umanitario Jean Hersholt